# Akira Narahashi
Akira Narahashi (名良橋 晃, Narahashi Akira) est un footballeur japonais né le 26 novembre 1971 à Chiba dans la préfecture de Chiba au Japon.